# ジェイムス・ダカティ
ジェイムス・ダカティ（1982年- ）は、元タレント。日本の弁護士。第二東京弁護士会所属。
趣味は天文学。

## 来歴
東京都渋谷区に生まれる。渋谷区立幡代小学校在学中の8歳で子役となり、あっぱれさんま大先生に出演し人気を博す。当時は珍しい外国人タレントの地位を確立。
東京大学教育学部附属中等教育学校入学後は、縣秀彦に師事し天文学部で研究を重ね「君もガリレオ！」プロジェクトの代表や企画を務める。
東京大学教育学部附属中等教育学校卒業後は、法曹界を目指し瑞法会研究室に在籍し 中央大学法学部を卒業する。2009年　司法試験合格。ひかり総合法律事務所を経て、現在は独立。外国人との取引（法の適用に関する通則法の基礎知識）を専門とする。